# 아가 칸 4세
샤 카림 알-하사신, 아가 칸 4세, KBE, CC, GCC, GCIH(Shāh Karīm al-Ḥussaynī, The Āgā Khān IV, KBE, CC, GCC, GCIH, Arabic: سمو الأمیر شاہ کریم الحسیني آغا خان الرابع, 1936년 12월 13일~2025년 2월 4일)은 이스마일파 아사신의 49대 이맘이자 아가 칸 3세의 손자이자 프린스 알리 칸의 아들로 세계적으로 손꼽히는 거부이자 세계 여러 문제에도 관심을 보이는 자선 사업가이기도 하다.
스위스 제네바 출생으로 케냐 나이로비에서 조기 교육을 받았으며 1957년 할아버지 아가 칸 3세가 죽자 뒤를 이어 이맘이 되었고 1959년 하버드 대학 이슬람 역사학과를 우수하게 졸업했다.
1969년 10월 22일 프랑스 파리에서 새라 “샐리” 프랜시스 프로커와 결혼해 2남 1녀를 두었으나 1995년 이혼했고 1998년 5월 30일 가브리엘레 호메니와 재혼하여 1남을 두었다. 

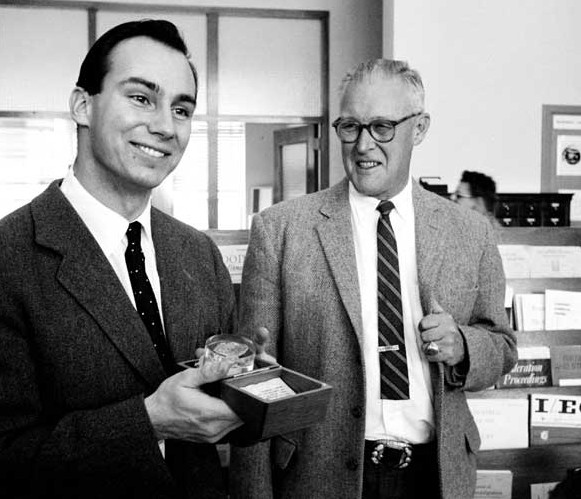
1959년 로스 알라모스 국립 연구소를 방문해 트리니타이트를 선물로 받은 아가 칸 4세

이맘으로 재위하며 케냐, 탄자니아, 우간다, 마다가스카르, 모잠비크, 아랍에미리트, 미국, 캐나다, 인도, 방글라데시, 서아프리카, 영국, 포르투갈, 시리아, 타지키스탄, 싱가포르, 프랑스 등지를 방문했고 케냐에서 스포츠 팀을 조직했다.
이슬람 건축에도 관심을 기울여 1997년 수상 건축에 대한 현재적인 사회 디자인과 역사의 우수성을 인식하고 아가 칸 상을 설립했고 1979년 미국 하버드 대학과 매사추세츠 공과 대학에서 아가 칸 프로그램 이슬람 아키텍을 지원하기 위한 기금도 설립되었다.
그리고 아가 칸 개발 네크워크도 전 세계 200개 기관 및 교육 기관을 가진 세계 최대의 민간 네트워크로 7만 명의 직원을 고용하며 사회 및 경제 발전 뿐만 아니라 문화, 제3세계 지원에도 중점을 두어 35개의 가장 가난한 나라에도 운영되고 있다.
네트워크에는 아가 칸 대학, 중앙 아시아 대학, 아가 칸 경제 개발 기금, 아가 칸 트러스트 문화, 아가 칸 재단, 아가 칸 건강 서비스, 아가 칸 교육 서비스, 아가 칸 기획 및 구축 서비스, 아가 칸 소액 금융 기구가 있으며 아가 칸 수상 아키텍처는 세계 최대의 건축상이다.
집중 인도주의 지원이란 단체와도 제휴해 재해에 대한 비상 대응을 책임지고 있으며 최근 2004년 인도양 지진 해일과 파키스탄 지진 사태에 지원을 했다.
또한 모리타니, 포르투갈, 코트디부아르, 부르키나파소, 마다가스카르, 코모로, 이란, 파키스탄, 이탈리아, 세네갈, 모로코, 프랑스, 스페인, 타지키스탄, 영국, 케냐, 말리 등 17개국에서 24개의 훈장과 파키스탄 페샤와르 대학과 신드 대학, 캐나다 맥길 대학과 맥매스터 대학과 토론토 대학과 앨버트 대학, 영국 런던 대학과 웨일스 대학과 케임브리지 대학, 타지키스탄 소그드 주립 대학과 오슈 대학, 레바논 베이루트의 아메리칸 대학, 포르투갈 에부라 대학, 이집트 카이로 대학, 말리 상코레 대학, 미국 하버드 대학, 아일랜드 아일랜드 국립 대학 등 9개국 18개 명예 박사 학위를 수상하였다.
그리고 파키스탄, 미국, 스페인, 영국, 프랑스, 우즈베키스탄, 포르투갈, 스웨덴, 말리, 탄자니아, 캐나다, 독일 등 12개국에서도 29개 수상을 하였다.

## 경주마 셔가
1980년대 아가 칸 4세는 영국에서 5살 짜리의 수말 셔가를 소유하고 있었는데 이 말은 총 8번 경주에서 6번 우승하는 등 각종 경마 기록을 갈아치우며 영국과 아일랜드의 국민적 영웅으로 떠오르고 있었다.
하지만 다소 이른 나이에 씨수말로 바뀌었다가 1983년 2월 8일 6명의 괴한들에게 납치당해 어디론가 사라졌고 경찰이 수사했으나 결국 영구 미제 사건으로 남게 되었다.